# Regnbågspriset
Regnbågspriset är ett pris som delas ut av RFSL-Stockholm årligen till en person eller organisation som gjort något positivt för HBTQI-communityn. Priset delades ut för första gången 1997. Priset delas ut vid invigningen av Stockholm Pride.

## Mottagare
| År   | Mottagare                                                       | Motivering |
| ---- | --------------------------------------------------------------- | --- |
| 2025 | Dyke March                                                      | Dyke March Stockholm tilldelas Regnbågspriset för sitt arbete med att skapa plats för alla som identifierar sig som lesbiska, flator, dykes, queera kvinnor och ickebinära. Genom en inkluderande och stärkande plattform synliggörs viktiga delar av communityt som ofta förbises.                                                                      |
| 2024 | Stockholm Leather Social Eric Nilsson                           | Eric startade Leather Social 2023 som en mötesplats med syftet att tillgängliggöra och synliggöra fetisch- och läderkulturen i det offentliga rummet. |
| 2023 | Regnbågsblod                                                    | Stiftelsen Regnbågshjärtan arbetar för att sprida kunskap om hälso- och sjukvårdsfrågor för HBTQI-personer. |
| 2022 | Unionen                                                         | Unionen har flyttat fram viktiga positioner på ett betydelsefullt sätt när det gäller såväl rättsutredning av vem som bestämmer vilka kläder en har rätt att bära på jobbet som vilka aktiva åtgärder arbetsgivare bör vidta för att främja lika rättigheter och möjligheter oavsett könsidentitet, könsuttryck eller sexuell läggning.                  |
| 2021 | Jacko Nilsson                                                   | För att genom flera år arrangerat det nationella transkollot för barn. Hen har genom sitt engagemang i Transammans och RFSL Ungdom bidragit till att unga transpersoner och närstående haft en trygg plats att vistas på, fått mer kunskap och kunnat hämta välbehövlig kraft att möta vardagens utmaningar.                                             |
| 2020 | Oscar Sternulf                                                  | För att han med sina skildringar synliggjort, skapat debatt och ökat förståelsen av HBTQI-personers upplevelser och livssituation |
| 2019 | South Asian Pride                                               | Styrelsen har valt att tilldela South Asia Pride Regnbågspriset för att de erbjuder en trygg plats där hbtqi-personer med koppling till Sydasien kan vara sig själva och uttrycka sin kulturella identitet. |
| 2018 | Sofia B Karlsson                                                | För det ihärdiga och modiga arbete som hon gjort för inkludering inom idrotten. Sofia har genom sin bok “Stå upp när det blåser” och sitt långa gedigna arbete för att bryta normer gjort viktiga insatser för att hbtq-personer ska kunna vara en självklar del av sportvärlden.                                                                        |
| 2017 | Rickard Söderberg                                               | Tilldelas en person som under många år oförtröttligt, med lika delar allvar och glimten i ögat, arbetat för hbtq-personers lika rättigheter. Han har lyft frågorna i vitt skilda sammanhang och som en regnbågsriddare har han dragit fram i tidningar och tv, som bloggare och sommarpratare, som dansare och körledare samt inte minst på operascenen. |
| 2016 | Lesbisk makt                                                    | För att de med en bred och inkluderande definition och målbeskrivning har skapat välkomnande mötesplatser för lesbiskt intresserade av alla olika varianter av kön, ålder, funktion, rasifiering eller inkomst. |
| 2015 | Silvana Imam                                                    | För att hon är en inspirationskälla, inte minst för många unga blivande queer-aktivister, och har på ett föredömligt sätt visat att det går att navigera utmaningar som möter många hbtq-personer, inte bara utifrån sexuell läggning, utan även andra maktordningar så som ålder, kön och etnicitet.                                                    |
| 2014 | Aleksa Lundberg                                                 | Tilldelas Aleksa Lundberg för hennes personliga berättelse om sin tvångssterilisering och för hennes problematiserande av cisnormen samt förtrycket av transpersoner. Tillsammans med bland annat RFSL har Aleksa även drivit frågan om ersättning till tvångssteriliserade transpersoner mot bland annat Justitiekanslern.                              |
| 2013 | Linda Almqvist och Kerstin Burman                               | För sitt arbete med RFSL i kampen mot tvångssteriliseringar av transpersoner. |
| 2012 | Äldreboendet Regnbågen                                          | |
| 2011 | Magnus Kolsjö, Erik Slottner och Caroline Szyber                | För att de trots internt motstånd bland annat agerat för avskaffande av tvångssterilisering vid könsbyte och rätt till adoption för samkönade par och för att de visat stort personligt mod. |
| 2010 | Kaliber i P1 i samarbete med Brunchrapporten                    | För sin granskning av statliga bidrag från Ungdomsstyrelsen som även går till organisationer vilka inte eftersträvar alla människors lika värde. |
| 2009 | Stockholms Beroendecentrums HBT-avdelning                       | |
| 2008 | Thomas Hammarberg                                               | Thomas Hammarberg har genom sin position som Europarådets kommissionär för mänskliga rättigheter visat ett starkt engagemang för att belysa hbt-personer i övriga Europa och bland annat tydligt stöttat pridefiranden i hbt-fientliga länder som Ryssland, Polen och Baltikum.                                                                          |
| 2007 | Hallongrottan                                                   | |
| 2006 | Åsa Petersen                                                    | För sin opinionsbildning för sexuellt likaberättigande. |
| 2005 | Utställningen ”NORMEN SKAVER – på jobbet är väl alla hetero..?” | "Normen skaver" utmanar besökaren att se igenom sina fördomar och upptäcka "hur heteronormativiteten påverkar alla människor och hela samhället". |
| 2004 | Radio Stockholm                                                 | Radio Stockholm har påverkat utvecklingen i positiv riktning för homosexuella, bisexuella och transpersoner, både inom företaget och som opinionsbildare. |
| 2003 | Sylvia, Sylvester, QX och Corky                                 | |
| 2002 | Överbefälhavare Johan Hederstedt                                | |
| 2001 | Gert Svensson                                                   | |
| 2000 | SSU, Ung Vänster, Grön Ungdom, CUF, LUF och MUF                 | |
| 1999 | K G Hammar                                                      | |
| 1998 | Inger Ehn-Knobblock                                             | |
| 1997 | Yvonne Ruwaida                                                  | |